# José Pedrosa (escultor)
José Alves Pedrosa (Rio Acima, 1919 - Belo Horizonte, 20 de agosto de 2002), foi um escultor e desenhista brasileiro.

## Biografia
Iniciou seus estudos em escultura em 1936, no curso livre da Escola Nacional de Belas Artes, no Rio de Janeiro, sob orientação do escultor Corrêa Lima. Em 1942, passou a frequentar o curso ministrado por August Zamoyski, de quem se tornou auxiliar, aprofundando seus conhecimentos em diversas técnicas escultóricas.
Em 1943, a pedido do arquiteto Oscar Niemeyer, criou a escultura em bronze Pampulha, instalada nos jardins do então Cassino de Belo Horizonte, atual Museu de Arte da Pampulha (MAP) . No mesmo período, entre 1943 e 1945, dividiu ateliê com os escultores Alfredo Ceschiatti e Bruno Giorgi no porão da Biblioteca Nacional, no Rio de Janeiro.
Em 1946 com uma bolsa concedida pelo governo francês, viajou para Paris, onde permaneceu até 1948. Durante sua estadia na Europa, aperfeiçoou seus estudos em escultura e realizou um curso de talhe em pedra com o mestre Nicolussi, na Itália. 
Sua primeira exposição individual foi em 1955, na Galeria Tenreiro, no Rio de Janeiro. Em 1979, ilustrou o livro Romanceiro de Dona Bêja, da poeta Maria Lúcia Alvim. Em 1999 sua trajetória foi tema do documentário José Pedrosa Rio Acima.

## Obras
| Ano  | Obra                   | Material            |
| ---- | ---------------------- | ------------------- |
| -    | Cabeça de Homem        | Gesso               |
| -    | Cabeça de Mulher       | Gesso               |
| 1941 | Pampulha               | Bronze              |
| 1943 | Duas figuras Femininas | Grupo em Travertino |
| 1943 | Figura Alada           | Bronze              |
| 1954 | A Pomba da Paz         | Bronze Polido       |
| 1955 | Sem título             | Bronze Polido       |

1. 1 2  «José Pedrosa - Itaú Cultural»